# Mường Mươn
Mường Mươn là một xã thuộc huyện Mường Chà, tỉnh Điện Biên, Việt Nam.

## Địa lý
Xã Mường Mươn có vị trí địa lý:
- Phía đông giáp huyện Mường Ảng và huyện Tuần Giáo
- Phía tây giáp Lào
- Phía nam giáp thành phố Điện Biên Phủ và huyện Điện Biên
- Phía bắc giáp xã Na Sang.

Xã Mường Mươn có diện tích 129,92 km², dân số năm 2022 là 4.750 người, mật độ dân số đạt 36 người/km².

## Hành chính
Xã Mường Mươn được chia thành 11 bản: Huổi Ho, Huổi Meo, Huổi Nhả, Huổi Vang, Kết Tinh, Mường Mươn I, Mường Mươn II, Pú Chả, Pú Múa, Púng Giắt I, Púng Giắt II.

## Lịch sử
Ngày 28 tháng 4 năm 1997, Chính phủ ban hành Nghị định số 40-CP về việc:
- Chuyển xã Mường Mươn thuộc huyện Điện Biên về huyện Mường Lay (nay là huyện Mường Chà) quản lý.
- Thành lập thị trấn Mường Lay (thị trấn huyện lỵ mới của huyện Mường Lay) trên cơ sở toàn bộ 1.026 ha diện tích tự nhiên và 584 người của bản Na Pheo, xã Mường Mươn.

Sau khi điều chỉnh địa giới hành chính, xã Mường Mươn còn lại 25.974 ha diện tích tự nhiên và 4.202 nhân khẩu.
Ngày 14 tháng 11 năm 2006, Chính phủ ban hành Nghị định số 135/2006/NĐ-CP về việc:
- Thành lập xã Na Sang trên cơ sở điều chỉnh 10.630 ha diện tích tự nhiên và 3.190 nhân khẩu của xã Mường Mươn.
- Thành lập xã Ma Thì Hồ trên cơ sở điều chỉnh 725,10 ha diện tích tự nhiên và 349 nhân khẩu của xã Mường Mươn.

Sau khi điều chỉnh địa giới hành chính, xã Mường Mươn còn lại 13.379,91 ha diện tích tự nhiên và 3.116 nhân khẩu.
Ngày 6 tháng 9 năm 2012, UBND tỉnh Điện Biên ban hành Quyết định số 819/QĐ-UBND về việc thành lập bản Huổi Ho trên cơ sở một phần của bản Púng Giắt 2.